# Frisk bris
Frisk bris („frische Brise“) ist eine finnlandschwedische Bootzeitschrift, vor allem für Segelsport. Sie erscheint kontinuierlich seit 1903 und ist damit die älteste Zeitschrift dieser Art in den nordischen Ländern.
Die Zeitschrift wird von Tuulimedia in Åbo (fin. Turku) verlegt und erscheint digital sowie in einer gedruckten Auflage von etwa 2000 Exemplaren (Stand 2003) sechs Mal per Jahr, vier Nummern im Frühling/Sommer und zwei im Herbst/Winter. Aktueller Chefredakteur ist Fredrik Eriksson.

## Geschichte

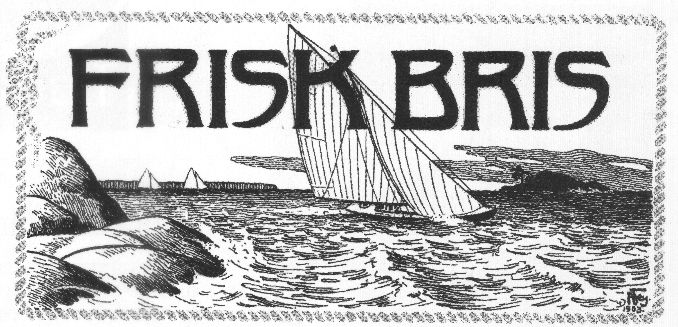
Die von Alex Federley 1903 gezeichnete Vignette der Zeitschrift

Der finnlandschwedische Journalist und Segler Axel Söderlund gründete Vorläufer der Zeitschrift unter unterschiedlichen Namen, zuerst 1899. Aufgrund der Zensur während der s.g. Russifizierungsperiode war es schwer, Genehmigungen für regelmäßig erscheinende Herausgaben zu erhalten.
Die erste Nummer unter dem aktuellen Namen Frisk bris erschien am 31. Januar 1903. Anfangs erschien die Zeitschrift monatlich und etablierte sich schnell in Svenskfinland (dem schwedischsprachigen Finnland). Mit der Zeit fand die Zeitschrift auch eine Leserschaft in Schweden sowie unter finnischsprachigen Seglern in Finnland. Ihr Motto war von Anfang an „für Bootleute, von Bootleuten“ (för båtfolket, av båtfolket).
Von 1915 bis 1986 wirkte Frisk bris als offizielles Organ des nationalen Seglerverbands (schw. Finlands seglarförbund, finn. Suomen purjehtijaliitto).
Zu den Redakteuren und regelmäßigen Autoren des Magazins gehörten und gehören führende finnische Segler und Meinungsbildner, darunter zum Beispiel der Segler, Schriftsteller, Politiker und Seefahrer Henrik Ramsay.

## Profil
Die Themen behandeln Bootsport – vorwiegend Segeln – aus einer breiten Perspektive, darunter Fahrtensegeln und klassische Holzboote als Freizeitsport, sowie Leistungssport und moderne Regattaboote. Auch Artikel mit Themen zur Geschichte der Seefahrt und zur Kulturgeschichte des Schärenmeers sowie relevante Neuigkeiten aus den schwedischsprachigen Küstenregionen Finnlands werden regelmäßig veröffentlicht.

## Chefredakteure (unvollständig)
- Stand 1903 Axel Söderlund[1]
- Stand 2021 Ralf Sundberg[5]
- seit 2021 Fredrik Eriksson[6]